# 赵学昌
赵学昌，中华人民共和国政治人物、外交官。2000年，接替王小庄担任中华人民共和国驻阿曼大使。2003年，由邓绍勤接任。